# Carl Friedrich Kielmeyer
Carl Friedrich Kielmeyer, född 22 oktober 1765 i Bebenhausen (numera tillhörande Tübingen), död 24 september 1844 i Stuttgart, var en tysk zoolog.
Kielmeyer blev 1792 professor i zoologi, botanik och kemi vid Karlsschule i Stuttgart och 1796 professor vid Tübingens universitet. Han återvände 1816 till Stuttgart som föreståndare för de konstnärliga och vetenskapliga institutionerna där. Han var en bland de första, som samlade ett rikt zoologiskt material "för att kunna bygga zoologin på jämförande anatomi och fysiologi samt genomföra en i möjligaste måtto fullständig jämförelse mellan djuren med avseende på deras sammansättning och på olikheten i deras organiska system och funktioner". 
Kielmeyer hör till de få tyska vetenskapsmän som utövat stort inflytande på sin samtid utan att ha publicerat sina forskningsresultat. Hans publikationer är få och obetydliga, men genom sin akademiska lärarverksamhet – de av hans föreläsningars åhörare gjorda anteckningarna avskrevs flitigt och vann stor spridning – blev han en av den jämförande anatomins grundläggare. Georges Cuvier ansåg honom som sin lärare, och Alexander von Humboldt tillägnade honom sina zoologiska undersökningar. Trots att han inte var närmare förtrogen med embryologin, anses dock Kielmeyer vara den som först fäste uppmärksamheten på den företeelse, som senare benämndes rekapitulationsteorin.